# Daddy's Girl (film 1918)
Daddy's Girl è un film muto del 1918 diretto da William Bertram. Prodotto dalla Diando Film Corporation, aveva come interpreti la piccola Baby Marie Osborne, Marion Warner, Lew Cody, Katherine MacLaren, Herbert Standing.

## Trama
Alla sua morte, William Nordly nomina erede della sua fortuna la piccola Marie Standlaw. Ben presto, la famiglia Standlaw si trasferisce nella tenuta di Nordly e il padre di Marie, John, un sognatore velleitario, progetta piani inconcludenti, riprendendo i rapporti con Mildred, la sua ex-fidanzata. Mildred, rimasta vedova, vive piuttosto allegramente, coinvolgendo nel suo stile di vita anche John. La signora Standlaw non sopporta più la situazione che si è creata e vuole separarsi dal marito. Marie, dopo aver sentito il padre fissare un appuntamento con Mildred, si reca nella notte a casa della donna. La sua venuta e i suoi accorati appelli al padre inteneriscono il cuore di Stanlaw e l'uomo ritorna a casa, riconciliandosi con la moglie.

## Produzione
Il film fu prodotto dalla Diando Film Corporation.

## Distribuzione
Il copyright del film, richiesto dalla Pathé Exchange, Inc., fu registrato il 4 marzo 1918 con il numero LU12412.

Distribuito dalla Pathé Exchange, il film - conosciuto anche come Any Home - uscì nelle sale cinematografiche degli Stati Uniti il 3 marzo 1918. La Pathé Frères lo distribuì in Francia il 15 novembre 1918 con il titolo La Petite Châtelaine.

### Conservazione
Non si conoscono copie ancora esistenti della pellicola che viene considerata presumibilmente perduta.